# تايرون واتسون
تايرون واتسون (بالإنجليزية: Tyrone Watson)‏ مواليد 12 يوليو 1990، هو لاعب كرة سلة كندي. بدأ مسيرته الاحترافية في سنة 2013. يلعب مع هاليفاكس هركينز في دوري كندا الوطني لكرة السلة. يحمل الرقم 1. يبلغ طوله 6 قدم 5 بوصة (2.0 م).

## المسيرة الاحترافية
لعب مع هاليفاكس رينمين في سنة 2014، ثم لعب مع نادي المحرق في موسم 2015–2016، ثم لعب مع هاليفاكس هركينز في سنة 2016.